# Distretto di Nanded
Il distretto di Nanded è un distretto del Maharashtra, in India, di 2 868 158 abitanti. È situato nella divisione di Aurangabad e il suo capoluogo è Nanded.